# 莫斯费尔德站
莫斯费尔德站（德語：U-Bahnhof Moosfeld）是一座慕尼黑地铁2号线位于特鲁德灵-里姆的一座车站。